# Knud Holst
Knud Holst Andersen (født 15. april 1936 i Skæve Sogn - 18. august 1995) var en dansk forfatter.
Knud Holst voksede op i Vendsyssel og blev student fra Hjørring Gymnasium 1955. Han debuterede med digtsamlingen Dementi i 1962. Han var 1958-79 gift med forfatteren Kirsten Holst. De fik døtrene Hanne-Vibeke Holst, Charlotte og Henriette Holst.
Hanne Vibeke Holsts roman Knud, den store fra 2013 beskriver Knud Holsts livs og karrieres op- og nedture og forholdet til hustru og datter.

## Biografi
Knud Holst er født i Skæve Sogn i det østlige Vendsyssel. Hele sin barndom tilbragte han på landet, nærmere bestemt i Try ved Østervrå, hvor hans far var landmand. Han tog realeksamen fra Dybvad Realskole og derefter studentereksamen fra Hjørring Gymnasium i 1955. I 1958 indgik han ægteskab med Kirsten Holst, født Høybye. I perioden 1955-1961 var han ansat som sproglærer ved Løkken Realskole, men siden 1961 levede han af sin forfattervirksomhed. I 1964 blev han ansat som fast litteraturanmelder ved Dagbladet Aktuelt, og samme år medredaktør af tidsskriftet Hvedekorn, fra 1967 som litterær eneredaktør.

### Digte
- 1962 Dementi
- 1964 Trans: digte
- 1966 Samexistens
- 1976 Udstedsdigte
- 1979 Afstande, sammenstød: digte
- 1983 Baglæns tid: digtkreds
- 1983 Kragevending: landsbydigte
- 1983 Sneglesange: lavprisdigte

### Noveller
- 1963 fasanen
- 1963 Dyret: Noveller
- 1965 Asfaltballet: Noveller og billeder
- 1967 Har De været ved stranden? : Sentimentale noveller